# 武延義
武延義（?—?），唐朝并州文水（今山西省文水县）人。他是武则天侄子武承嗣的次子，武延基的弟弟。
697年，武承嗣死后，子武延基袭爵，武则天避武承嗣之名，不称之为嗣魏王，而封为继魏王。701年，武延基与其妻永泰郡主、懿德太子议论张易之兄弟出入宫中，武则天知道后逼令他们自杀。于是以武承嗣次子武延义为继魏王。705年，神龙革命之后，继魏王武延义改为魏国公。